# Pál Gerevich
Pál Gerevich (Budapest, 10 agosto 1948) è un ex schermidore ungherese, vincitore di due medaglie di bronzo nella scherma ai giochi olimpici.
È il nipote di Albert Bogen, il figlio di Erna Bogen-Bogáti e Aladár Gerevich ed il marito di Gyöngyi Bardi-Gerevich.